# Haus der Heimat des Landes Baden-Württemberg
Das Haus der Heimat des Landes Baden-Württemberg (HdH BW) in Stuttgart ist eine nachgeordnete Dienststelle des Innenministeriums des Landes. Die Kultur- und Bildungseinrichtung wurde 1976 gegründet und liegt zentrumsnah im Stadtteil Stuttgart West.

## Aufgabe
Das HdH BW vermittelt mithilfe zeitgemäßer Methoden die Kultur und Geschichte der Deutschen im östlichen Europa und ihre Verbindungen zum deutschen Südwesten. Damit nimmt es die im § 96 des Bundesvertriebenengesetzes formulierten Aufgaben auf Landesebene wahr. Es ist politisch, konfessionell und weltanschaulich unabhängig und setzt sich mit seiner Arbeit für Vielfalt und Demokratie in einem vereinten Europa ein.

## Tätigkeiten

### Bildung & Vermittlung
Mit einem vielfältigen Angebot an Ausstellungen, Vorträgen, Szenischen Lesungen, Autorengesprächen und Konzerten spricht das HdH BW ein breites Publikum an. Dabei kooperiert das Haus mit anderen Kultureinrichtungen und nimmt an überregionalen Kulturprogrammen teil.

### Interkulturelle Jugendbildung
Das HdH BW führt jährlich den Schülerwettbewerb „Die Deutschen und ihre Nachbarn im Osten“ in Zusammenarbeit mit dem Innen- und dem Kultusministerium des Landes Baden-Württemberg durch.
Es konzipiert und organisiert thematische Workshops für Schülergruppen und bietet regelmäßig Fortbildungsreisen für Multiplikatoren an.

### Kulturpreise
Das Land Baden-Württemberg vergibt im jährlichen Wechsel den mit 5.000 Euro dotierten Donauschwäbischen und den mit 5.000 Euro dotierten Russlanddeutschen Kulturpreis. Das HdH BW koordiniert die Ausschreibung und Verleihung dieser Preise.

### Fachbibliothek
Die öffentliche Spezialbibliothek des HdH BW stellt Literatur aus dem und über das östliche Europa zur Verfügung. Die Ausleihe ist kostenlos. Zum Bestand der rund 25.000 Medien gehören Musik-CDs, Hörbücher, Filme und Fachzeitschriften. Er ist über den südwestdeutschen Bibliotheksverbund recherchierbar.

### Förderung nach § 96 BVFG
Anträge auf Zuwendungen des Landes Baden-Württemberg zur Förderung der Kulturarbeit nach § 96 BVFG werden an das HdH BW gerichtet.